# Tugen (peuple)
Pour les articles homonymes, voir Tugen.
Ne doit pas être confondu avec Tugènes.

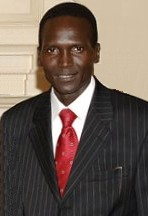
Paul Tergat, membre des Tugen.

Les Tugen sont une population d'Afrique de l'Est vivant au Kenya. Ils font partie du groupe kalenjin.

## Ethnonymie
Selon les sources et le contexte, on observe différentes formes : Kamasia, Kamasya, Tugens, Tuken.
Ils s'auto-désignent par le nom de túken ou túkénéːk, au singulier, tukeníːn ou tukeniːntét.

## Langues
Ils parlent le tugen, une langue kalenjin dont le nombre de locuteurs était d'environ 140 000 lors du recensement de 2009. Le swahili et l'anglais sont également utilisés.

## Personnalités
L'ancien président de la République Daniel arap Moi est l'un des plus illustres représentants de cette communauté.